# Harald Molin

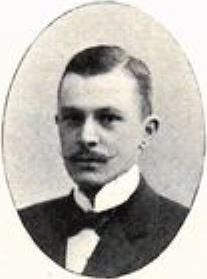
H.M. Molin

Harald Malte Molin, vanligen kallad H.M. Molin, född 23 november 1873 i Göteborgs domkyrkoförsamling, död 11 juni 1963 i Slottsstadens församling, Malmö, var en svensk ingenjör.
Efter mogenhetsexamen i Norrköping 1891 utexaminerades Molin från Chalmers tekniska läroanstalt i Göteborg (maskinteknik) 1895 och från Polytechnikum i Zürich 1898. Han var ritare vid Jonsereds Fabrikers AB 1895–1896 och ingenjör vid dess verkstadsavdelning 1898–1906. Han var föreståndare för Malmö stads elektricitetsverk 1906–1912 (som efterträdare till Axel Estelle) och verkställande direktör för Malmö stads gas- och elektricitetsverk 1912–1939 (han efterträddes av Harry Tham).
Molin var ledamot av Malmö Caroli församlings kyrkoråd 1910–1920, av byggnadsnämnden 1910–1922 och av avlöningsnämnden 1919–1933. Han var ledamot av styrelsen för Svenska Elverksföreningen 1910–1939, vice ordförande 1923–1933, ordförande 1933–1939, hedersledamot från 1939, ledamot av styrelsen för Svenska gasverksföreningen 1915–1935, vice ordförande 1925 och 1928–1936, ordförande 1926–1927, hedersledamot från 1935, ledamot av styrelsen för Gas- och koksverkens ekonomiska förening 1921–1936, ledamot av styrelsen för Svenska elverkens ekonomiska förening 1918–1932, vice ordförande 1926–1932, revisor i Södra Sveriges Ångpanneförening 1913–1943, ordförande i Skånska Ingenjörsklubben 1932–1936, ordförande i Svenska elektriska materielkontrollanstaltens nämnd 1936–1943 och ordförande i Svenska elverksföreningens tariffkommitté 1939–1944.
Molin utarbetade minnesskrifterna Malmö gasverk 1854–1929 (1929) och Malmö stads elektricitetsverk. Dess tillkomst och utveckling under halvseklet 1901–1950 (1951).